# Al Dvorin
Albert „Al“ Dvorin (* 18. November 1922 in Chicago, Illinois; † 22. August 2004 bei Ivanpah, Kalifornien) war ein US-amerikanischer Bandleader und Künstlervermittler, der durch den Spruch „Elvis hat das Gebäude verlassen“ bekannt wurde.

## Werdegang
Dvorin lernte Elvis Presley über Colonel Tom Parker 1955 kennen und organisierte Presleys Konzerttouren für die nächsten 22 Jahre. Nach Presleys Tod blieb Dvorin zurückhaltend und nahm erst nach Parkers Tod wieder an Elvis-Events teil.
Dvorin wurde bei einem Autounfall auf seinem Nachhauseweg von einem Konzert des Elvis-Imitators Paul Casey getötet. Dvorin und der Elvis-Fotograf Ed Bonja fuhren von Palm Springs nach Las Vegas, als ihr Fahrzeug von der Straße abkam. Dvorin wurde dabei aus dem Auto geschleudert und starb noch am Unfallort. Ed Bonja überlebte den Unfall.